# Magánút

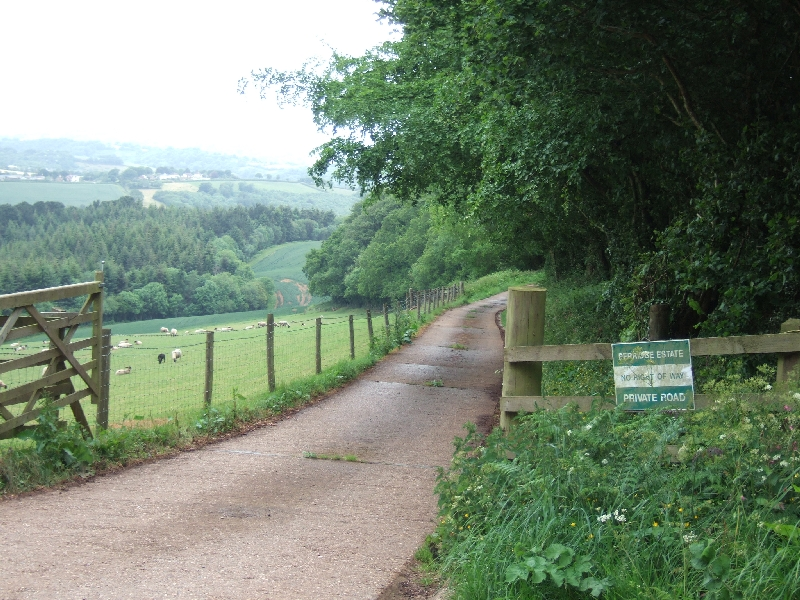
Magánút Angliában

Magyarországon a közúthálózat országos közutakból és helyi közutakból áll. Az országos közutak az állam tulajdonában, a helyi közutak a települési önkormányzatok tulajdonában vannak.

Az egyéb jogi személyek, a jogi személyiséggel nem rendelkező gazdasági társaságok, valamint a magánszemélyek tulajdonában álló területen lévő utak: magánutak. Ezek az utak lehetnek közforgalom elől elzárt magánutak, vagy a közforgalom számára megnyitott saját használatú utak.
A közforgalom számára megnyitott magánút - funkciója szerint - lehet például: 
- a mezőgazdasági magánút (összesen kb. 48 000 km),
- az erdészeti magánút (kb. 4900 km),
- a lakótelepi magánút,
- a vasúti átjáró stb.

Magánutaknak nevezik az üzemi, telepi belső utakat is, ezeknek azonban nincs úthálózati szerepük, így a hivatalos statisztikában nem szerepelnek. Ugyanakkor a nagy kiterjedésű magánutakon (például áruházak parkolóiban) rendszerint ugyanúgy a KRESZ szabályai érvényesek.
Közforgalom elől elzárt magánutat a közforgalom számára megnyitni, illetőleg közforgalom elől el nem zárt magánutat a közforgalom elől elzárni csak a magánút kezelőjének kérelmére, a közlekedési hatóság engedélyével szabad.